# Kvalifikace na Mistrovství světa ve fotbale 1934

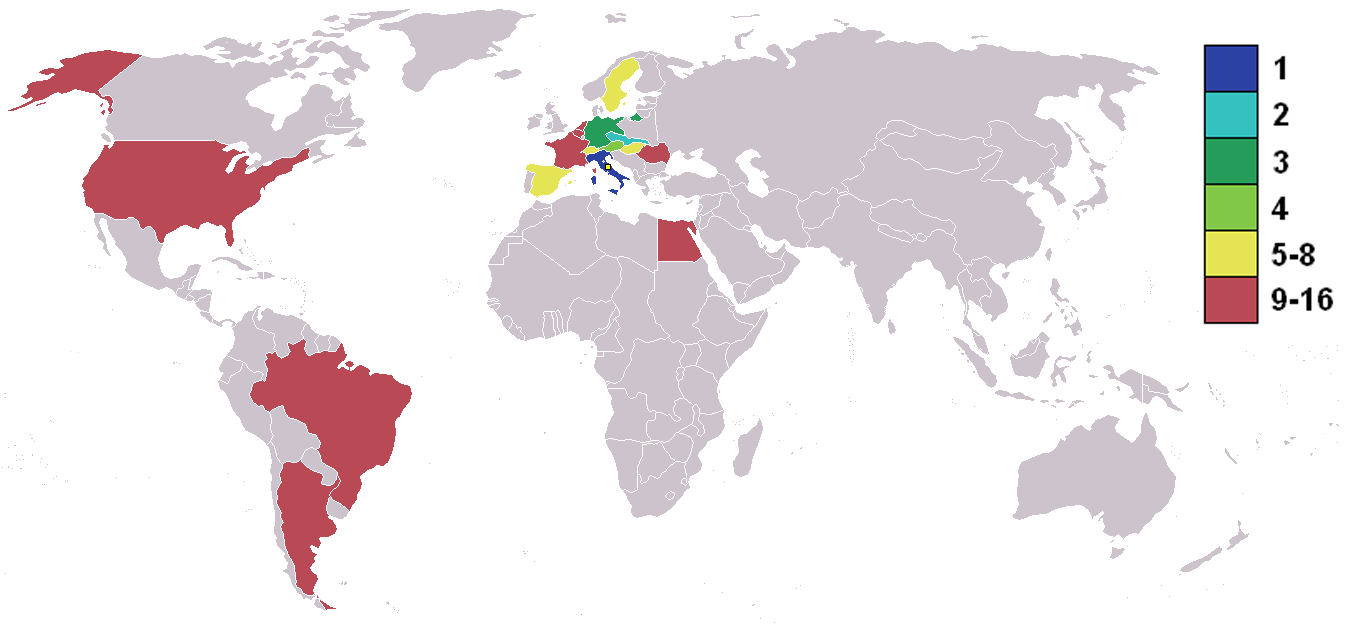
Kvalifikované země

Mistrovství světa ve fotbale 1934 bylo prvním mistrovstvím světa, na které musely týmy absolvovat kvalifikační zápasy. Na předchozí mistrovství světa se žádná kvalifikace nehrála, neboť účastníci byli zváni. Zájem o účast v kvalifikaci vyjádřilo 32 týmů, ze kterých mělo vzejít 16 účastníků závěrečného turnaje. Dokonce i hostitelská Itálie se kvalifikace musela zúčastnit. V následujících ročnících již měl pořadatel účast jistou. Uruguay (obhájce titulu) se odmítla zúčastnit v reakci na neúčast mnoha evropských týmů před čtyřmi lety.
32 týmů bylo rozděleno do 12 skupin, přičemž byla brána v potaz geografická kritéria, následovně:
- Skupiny 1 až 8 – Evropa: o 12 místenek na závěrečném turnaji hrálo 21 týmů.
- Skupiny 9, 10 a 11 – Severní a Jižní Amerika: o 3 místenky bojovalo 8 týmů.
- Skupina 12 – Afrika a Asie: 1 místenka, o kterou bojovaly 3 týmy včetně Turecka.

Celkem 27 týmů hrálo minimálně jeden kvalifikační zápas. Celkem jich bylo sehráno 27 a padlo v nich 141 branek (tj. 5,22 na zápas).

## Formát
- Skupina 1 měla 3 týmy, které hrály jednokolově každý s každým. Postoupil vítěz skupiny.
- Skupiny 2, 3 a 5 měly každá 2 týmy. Oba týmy se utkaly doma a venku a vítězové dvojzápasu postoupili.
- Skupina 4 měla 3 týmy. Ty se utkaly dvoukolově každý s každým a první dva celky postoupily.
- Skupiny 6, 7 a 8 měly každá 3 týmy. Ty se utkaly jednokolově každý s každým a první dva týmy z každé skupiny postoupily.
- Skupiny 9 a 10 měly každá 2 týmy. Vítězové postoupili.
- Skupina 11 měla 4 týmy a byla zde tři kola:
  - První kolo: Haiti hrálo s Kubou tři domácí zápasy. Vítěz postoupil do druhého kola.
  - Druhé kolo: Mexico hrálo tři domácí zápasy s vítězem prvního kola. Vítěz postoupil do finálové fáze.
  - Finálová fáze: USA hrály s vítězem druhého kola zápas na neutrální půdě, jehož vítěz se kvalifikoval na MS.
- Skupina 12 měla 3 týmy. Poté, co se Turecko dodatečně odhlásilo, se oba týmy utkaly doma a venku a vítěz postoupil.

## Skupina 1
| Poř. | Tým      | B | Z | V | R | P | VG | IG | VG/IG |
| ---- | -------- | - | - | - | - | - | -- | -- | ----- |
| 1    | Švédsko  | 4 | 2 | 2 | 0 | 0 | 8  | 2  | 4.00  |
| 2    | Litva    | 0 | 1 | 0 | 0 | 1 | 0  | 2  | 0.00  |
| 3    | Estonsko | 0 | 1 | 0 | 0 | 1 | 2  | 6  | 0.33  |

| 11. června 1933                                                          |          |                      |                                                                                               |
| Švédsko                                                                  | 6 – 2    | Estonsko             | Stockholms Olympiastadion, Stockholm diváci: 8 123 rozhodčí: Reidar Randers-Johansen (Norsko) |
| Kroon 7' L. Bunke 10' Ericsson 13' 70' T. Bunke 43' Andersson 79' (pen.) | (Report) | Kass 47' Kuremaa 61' | Stockholms Olympiastadion, Stockholm diváci: 8 123 rozhodčí: Reidar Randers-Johansen (Norsko) |

| 29. června 1933 |          |                  |                                                                                |
| Litva           | 0 – 2    | Švédsko          | Kariuomenės Stadionas, Kaunas diváci: 6 000 rozhodčí: August Silber (Estonsko) |
|                 | (Report) | Hansson 55', 65' | Kariuomenės Stadionas, Kaunas diváci: 6 000 rozhodčí: August Silber (Estonsko) |

Utkání Estonsko – Litva se již nehrálo, protože bylo o postupujícím rozhodnuto.
Švédsko se kvalifikovalo na MS.

## Skupina 2
| Poř. | Tým         | B | Z | V | R | P | VG | IG | VG/IG |
| ---- | ----------- | - | - | - | - | - | -- | -- | ----- |
| 1    | Španělsko   | 4 | 2 | 2 | 0 | 0 | 11 | 1  | 11.0  |
| 2    | Portugalsko | 0 | 2 | 0 | 0 | 2 | 1  | 11 | 0.09  |

| 11. března 1934                                                                 |          |             |                                                                               |
| Španělsko                                                                       | 9 – 0    | Portugalsko | Estadio Chamartín, Madrid diváci: 50 000 rozhodčí: Raphael van Praag (Belgie) |
| Chacho 3' Lángara 13', 14' (pen.), 46', 71', 85' Regueiro 65', 70' Ventolrà 68' | (Report) |             | Estadio Chamartín, Madrid diváci: 50 000 rozhodčí: Raphael van Praag (Belgie) |

| 18. března 1934 |          |                  |                                                                                |
| Portugalsko     | 1 – 2    | Španělsko        | Estádio do Lumiar, Lisabon diváci: 35 000 rozhodčí: Raphael van Praag (Belgie) |
| Silva 10'       | (Report) | Lángara 12', 25' | Estádio do Lumiar, Lisabon diváci: 35 000 rozhodčí: Raphael van Praag (Belgie) |

Španělsko se kvalifikovalo na MS.

## Skupina 3
| Poř. | Tým    | B | Z | V | R | P | VG | IG | VG/IG |
| ---- | ------ | - | - | - | - | - | -- | -- | ----- |
| 1    | Itálie | 2 | 1 | 1 | 0 | 0 | 4  | 0  | ∞     |
| 2    | Řecko  | 0 | 1 | 0 | 0 | 1 | 0  | 4  | 0.00  |

| 25. března 1934                         |          |       |                                                                  |
| Itálie                                  | 4 – 0    | Řecko | San Siro, Milán diváci: 20 000 rozhodčí: René Mercet (Švýcarsko) |
| Guarisi 40' Meazza 44', 71' Ferrari 69' | (Report) |       | San Siro, Milán diváci: 20 000 rozhodčí: René Mercet (Švýcarsko) |

Itálie se kvalifikovala na MS. Řecko se před odehráním odvety odhlásilo.

## Skupina 4
| Poř. | Tým       | B | Z | V | R | P | VG | IG | VG/IG |
| ---- | --------- | - | - | - | - | - | -- | -- | ----- |
| 1    | Maďarsko  | 4 | 2 | 2 | 0 | 0 | 8  | 2  | 4.00  |
| 2    | Rakousko  | 2 | 1 | 1 | 0 | 0 | 6  | 1  | 6.00  |
| 3    | Bulharsko | 0 | 3 | 0 | 0 | 3 | 3  | 14 | 0.21  |

| 25. března 1934 |          |                                                  |                                                                          |
| Bulharsko       | 1 – 4    | Maďarsko                                         | A.S. 23 Stadium, Sofie diváci: 10 000 rozhodčí: Denis Xifandu (Rumunsko) |
| Baikushev 27'   | (Report) | Sarosi 29' Szabó 61' (pen.) Toldi 88' Markos 89' | A.S. 23 Stadium, Sofie diváci: 10 000 rozhodčí: Denis Xifandu (Rumunsko) |

| 25. dubna 1934                                            |          |             |                                                                                 |
| Rakousko                                                  | 6 – 1    | Bulharsko   | Praterstadion, Vídeň diváci: 25 000 rozhodčí: František Cejnar (Československo) |
| Horvath 19', 22', 33' Zischek 59' Viertl 62' Sindelar 67' | (Report) | Lozanov 66' | Praterstadion, Vídeň diváci: 25 000 rozhodčí: František Cejnar (Československo) |

| 29. dubna 1934               |          |             |                                                                                |
| Maďarsko                     | 4 – 1    | Bulharsko   | Hungária-körút, Budapešť diváci: 10 000 rozhodčí: Hans Frankenstein (Rakousko) |
| Szabó 9', 58' Solti 60', 73' | (Report) | Todorov 61' | Hungária-körút, Budapešť diváci: 10 000 rozhodčí: Hans Frankenstein (Rakousko) |

Bulharsko zbylé zápasy vzdalo, čímž se rozhodlo o postupu Maďarska a Rakouska.

## Skupina 5
| Poř. | Tým            | B | Z | V | R | P | VG | IG | VG/IG |
| ---- | -------------- | - | - | - | - | - | -- | -- | ----- |
| 1    | Československo | 4 | 2 | 2 | 0 | 0 | 4  | 1  | 4.00  |
| 2    | Polsko         | 0 | 2 | 0 | 0 | 2 | 1  | 4  | 0.25  |

| 15. října 1933     |          |                       |                                                                          |
| Polsko             | 1 – 2    | Československo        | Stadion Legii, Varšava diváci: 18 000 rozhodčí: Denis Xifandu (Rumunsko) |
| Martyna 52' (pen.) | (report) | Silný 37' Pelcner 78' | Stadion Legii, Varšava diváci: 18 000 rozhodčí: Denis Xifandu (Rumunsko) |

| 15. dubna 1934 |               |        |       |
| Československo | 2 – 0 (kont.) | Polsko | Praha |
|                |               |        | Praha |

Polsko vzdalo účast v odvetě (Československo-polský spor o Těšínsko).
Československo se kvalifikovalo na MS.

## Skupina 6
| Poř. | Tým        | B | Z | V | R | P | VG | IG | VG/IG |
| ---- | ---------- | - | - | - | - | - | -- | -- | ----- |
| 1    | Švýcarsko  | 3 | 2 | 1 | 1 | 0 | 4  | 2  | 2.00  |
| 2    | Rumunsko   | 2 | 2 | 1 | 0 | 1 | 2  | 3  | 0.67  |
| 3    | Jugoslávie | 1 | 2 | 0 | 1 | 1 | 3  | 4  | 0.75  |

| 24. září 1933             |          |                        |                                                                         |
| Jugoslávie                | 2 – 2    | Švýcarsko              | Stadion BSK, Bělehrad diváci: 17 000 rozhodčí: Alois Beranek (Rakousko) |
| Krajić 50' Marjanović 61' | (Report) | Frigerio 76' Jäggi 80' | Stadion BSK, Bělehrad diváci: 17 000 rozhodčí: Alois Beranek (Rakousko) |

| 29. října 1933                        |          |                    |                                                                            |
| Švýcarsko                             | 2 – 2    | Rumunsko           | Wankdorf Stadion, Bern diváci: 15 000 rozhodčí: Hans Boekmann (Nizozemsko) |
| Hochstrasser 75' Hufschmid 80' (pen.) | (Report) | Sepi 18' Dobay 65' | Wankdorf Stadion, Bern diváci: 15 000 rozhodčí: Hans Boekmann (Nizozemsko) |

Zápas byl nakonec kontumován 2:0 pro Švýcarsko, protože jeden z hráčů Rumunska nastoupil neoprávněně.
| 29. dubna 1934         |          |            |                                                                          |
| Rumunsko               | 2 – 1    | Jugoslávie | Stadionul ONEF, Bukurešť diváci: 20 000 rozhodčí: John Langenus (Belgie) |
| Schwartz 38' Dobay 74' | (Report) | Kragić 71' | Stadionul ONEF, Bukurešť diváci: 20 000 rozhodčí: John Langenus (Belgie) |

Švýcarsko a Rumunsko se kvalifikovali na MS.

## Skupina 7
| Poř. | Tým        | B | Z | V | R | P | VG | IG | VG/IG |
| ---- | ---------- | - | - | - | - | - | -- | -- | ----- |
| 1    | Nizozemsko | 4 | 2 | 2 | 0 | 0 | 9  | 4  | 2.25  |
| 2    | Belgie     | 1 | 2 | 0 | 1 | 1 | 6  | 8  | 0.75  |
| 3    | Irsko      | 1 | 2 | 0 | 1 | 1 | 6  | 9  | 0.67  |

| 25. února 1934           |          |                                                            |                                                                       |
| Irsko                    | 4 – 4    | Belgie                                                     | Dalymount Park, Dublin diváci: 35 000 rozhodčí: Thomas Crewe (Anglie) |
| Moore 27', 48', 59', 75' | (Report) | Capelle 13' S. van den Eynde 25' F. van den Eynde 47', 62' | Dalymount Park, Dublin diváci: 35 000 rozhodčí: Thomas Crewe (Anglie) |

| 8. dubna 1934                            |          |                       |                                                                             |
| Nizozemsko                               | 5 – 2    | Irsko                 | Olympischstadion, Amsterdam diváci: 38 000 rozhodčí: Otto Ohlsson (Švédsko) |
| Smit 41', 85' Bakhuys 67', 78' Vente 83' | (Report) | Squires 44' Moore 57' | Olympischstadion, Amsterdam diváci: 38 000 rozhodčí: Otto Ohlsson (Švédsko) |

| 29. dubna 1934               |          |                                     |                                                                         |
| Belgie                       | 2 – 4    | Nizozemsko                          | Bosuil Stadion, Antverpy diváci: 42 000 rozhodčí: Stanley Rous (Anglie) |
| Grimmonprez 51' Voorhoof 71' | (Report) | Smit 60' Bakhuys 62', 84' Vente 64' | Bosuil Stadion, Antverpy diváci: 42 000 rozhodčí: Stanley Rous (Anglie) |

Nizozemsko a Belgie se kvalifikovali na MS.

## Skupina 8
| Poř. | Tým         | B | Z | V | R | P | VG | IG | VG/IG |
| ---- | ----------- | - | - | - | - | - | -- | -- | ----- |
| 1    | Německo     | 2 | 1 | 1 | 0 | 0 | 9  | 1  | 9.00  |
| 2    | Francie     | 2 | 1 | 1 | 0 | 0 | 6  | 1  | 6.00  |
| 3    | Lucembursko | 0 | 2 | 0 | 0 | 2 | 2  | 15 | 0.13  |

| 11. března 1934 |          |                                                                             |                                                                              |
| Lucembursko     | 1 – 9    | Německo                                                                     | Stade Municipal, Lucemburk diváci: 14 500 rozhodčí: Jan de Wolf (Nizozemsko) |
| Mengel 27'      | (Report) | Rasselnberg 3', 36', 56', 90' Wigold 12' Albrecht 25' Hohmann 30', 51', 53' | Stade Municipal, Lucemburk diváci: 14 500 rozhodčí: Jan de Wolf (Nizozemsko) |

| 15. dubna 1934 |          |                                                         |                                                                               |
| Lucembursko    | 1 – 6    | Francie                                                 | Stade Municipal, Lucemburk diváci: 18 000 rozhodčí: Marc Turfkruyer (Turecko) |
| Speicher 46'   | (Report) | Aston 3' Nicolas 26', 67', 84', 89' (pen.) Liberati 80' | Stade Municipal, Lucemburk diváci: 18 000 rozhodčí: Marc Turfkruyer (Turecko) |

Utkání Německo – Francie se nehrálo, protože bylo o postupujících rozhodnuto.
Německo a Francie se kvalifikovali na MS.

## Skupina 9
| Poř. | Tým      | B             | Z             | V             | R             | P             | VG            | IG            | VG/IG         |
| ---- | -------- | ------------- | ------------- | ------------- | ------------- | ------------- | ------------- | ------------- | ------------- |
| 1    | Brazílie | kvalifikována | kvalifikována | kvalifikována | kvalifikována | kvalifikována | kvalifikována | kvalifikována | kvalifikována |
| —    | Peru     | odhlášeno     | odhlášeno     | odhlášeno     | odhlášeno     | odhlášeno     | odhlášeno     | odhlášeno     | odhlášeno     |

Peru se odhlásilo, a tak Brazílie postoupila automaticky.

## Skupina 10
| Poř. | Tým       | B             | Z             | V             | R             | P             | VG            | IG            | VG/IG         |
| ---- | --------- | ------------- | ------------- | ------------- | ------------- | ------------- | ------------- | ------------- | ------------- |
| 1    | Argentina | kvalifikována | kvalifikována | kvalifikována | kvalifikována | kvalifikována | kvalifikována | kvalifikována | kvalifikována |
| —    | Chile     | odhlášeno     | odhlášeno     | odhlášeno     | odhlášeno     | odhlášeno     | odhlášeno     | odhlášeno     | odhlášeno     |

Chile se odhlásilo, a tak Argentina postoupila automaticky.

## Skupina 11

### První kolo
| Poř. | Tým   | B | Z | V | R | P | VG | IG | VG/IG |
| ---- | ----- | - | - | - | - | - | -- | -- | ----- |
| 1    | Kuba  | 5 | 3 | 2 | 1 | 0 | 10 | 2  | 5.00  |
| 2    | Haiti | 1 | 3 | 0 | 1 | 2 | 2  | 10 | 0.20  |

| 28. ledna 1934      |       |                                           |                                                                                             |
| Haiti               | 1 – 3 | Kuba                                      | Parc Leconte, Port-au-Prince diváci: 6 000 rozhodčí: John Williams (Spojené státy americké) |
| St. Fort 85' (pen.) |       | López 20' (pen.) Socorro 61' Martínez 64' | Parc Leconte, Port-au-Prince diváci: 6 000 rozhodčí: John Williams (Spojené státy americké) |

| 1. února 1934       |       |           |                                                                                             |
| Haiti               | 1 – 1 | Kuba      | Parc Leconte, Port-au-Prince diváci: 6 000 rozhodčí: John Williams (Spojené státy americké) |
| St. Fort 25' (pen.) |       | López 85' | Parc Leconte, Port-au-Prince diváci: 6 000 rozhodčí: John Williams (Spojené státy americké) |

| 4. února 1934 |       |                                         |                                                                                             |
| Haiti         | 0 – 6 | Kuba                                    | Parc Leconte, Port-au-Prince diváci: 5 000 rozhodčí: John Williams (Spojené státy americké) |
|               |       | H. Socorro López F. Socorro Ferrer Soto | Parc Leconte, Port-au-Prince diváci: 5 000 rozhodčí: John Williams (Spojené státy americké) |

Kuba postoupila do druhého kola.

### Druhé kolo
| Poř. | Tým    | B | Z | V | R | P | VG | IG | VG/IG |
| ---- | ------ | - | - | - | - | - | -- | -- | ----- |
| 1    | Mexiko | 6 | 3 | 3 | 0 | 0 | 12 | 3  | 4.00  |
| 2    | Kuba   | 0 | 3 | 0 | 0 | 3 | 3  | 12 | 0.25  |

| 4. března 1934      |       |                |                                                                                             |
| Mexiko              | 3 – 2 | Kuba           | Parque Necaxa, Mexico City diváci: 20 000 rozhodčí: Edward Donaghy (Spojené státy americké) |
| Mejía 12', 14', 16' |       | López 40', 63' | Parque Necaxa, Mexico City diváci: 20 000 rozhodčí: Edward Donaghy (Spojené státy americké) |

| 11. března 1934                        |       |      |                                                                                             |
| Mexiko                                 | 5 – 0 | Kuba | Parque Necaxa, Mexico City diváci: 22 000 rozhodčí: Edward Donaghy (Spojené státy americké) |
| Sota 24' Mejía 31', 40', 79' Rosas 72' |       |      | Parque Necaxa, Mexico City diváci: 22 000 rozhodčí: Edward Donaghy (Spojené státy americké) |

| 18. března 1934                          |       |           |                                                                                             |
| Mexiko                                   | 4 – 1 | Kuba      | Parque Necaxa, Mexico City diváci: 10 000 rozhodčí: Edward Donaghy (Spojené státy americké) |
| Alonso 32', 85' Ruvalcaba 41' Marcos 60' |       | López 15' | Parque Necaxa, Mexico City diváci: 10 000 rozhodčí: Edward Donaghy (Spojené státy americké) |

Mexiko postoupilo do finálové fáze.

### Finálová fáze
| Poř. | Tým    | B | Z | V | R | P | VG | IG | VG/IG |
| ---- | ------ | - | - | - | - | - | -- | -- | ----- |
| 1    | USA    | 2 | 1 | 1 | 0 | 0 | 4  | 2  | 2.00  |
| 2    | Mexiko | 0 | 1 | 0 | 0 | 1 | 2  | 4  | 0.50  |

| 24. května 1934            |       |                      |                                                                         |
| USA                        | 4 – 2 | Mexiko               | Stadio Nazionale, Řím diváci: 10 000 rozhodčí: Yossouf Mohammed (Egypt) |
| Donelli 28', 32', 74', 87' |       | Alonso 23' Mejía 75' | Stadio Nazionale, Řím diváci: 10 000 rozhodčí: Yossouf Mohammed (Egypt) |

USA se kvalifikovaly na MS.

## Skupina 12
| Poř. | Tým              | B         | Z         | V         | R         | P         | VG        | IG        | VG/IG     |
| ---- | ---------------- | --------- | --------- | --------- | --------- | --------- | --------- | --------- | --------- |
| 1    | Egypt            | 4         | 2         | 2         | 0         | 0         | 11        | 2         | 5.50      |
| 2    | Palestina/Izrael | 0         | 2         | 0         | 0         | 2         | 2         | 11        | 0.18      |
| —    | Turecko          | odhlášeno | odhlášeno | odhlášeno | odhlášeno | odhlášeno | odhlášeno | odhlášeno | odhlášeno |

| 16. března 1934                                     |          |                  |                                                                             |
| Egypt                                               | 7 – 1    | Palestina/Izrael | British Army Ground, Káhira diváci: 13 000 rozhodčí: Stanley Wells (Anglie) |
| El-Tetsh 11', 35', 51' Taha 21', 79' Latif 43', 87' | (Report) | Nudelmann 61'    | British Army Ground, Káhira diváci: 13 000 rozhodčí: Stanley Wells (Anglie) |

| 6. dubna 1934    |          |                                     |                                                                            |
| Palestina/Izrael | 1 – 4    | Egypt                               | Hapoel Ground, Tel-Aviv diváci: 8 000 rozhodčí: Frederick Goodsby (Anglie) |
| Suknik 54'       | (Report) | Latif 2' El-Tetsh 7', 22' Fawzi 35' | Hapoel Ground, Tel-Aviv diváci: 8 000 rozhodčí: Frederick Goodsby (Anglie) |

Egypt se kvalifikoval na MS.

## Poznámka
- Zápas rozhodující, jestli se USA nebo Mexiko kvalifikuje na závěrečný turnaj, se hrál v Itálii pouhé tři dny před startem turnaje, vzhledem k tomu, že USA potvrdily svoji účast pozdě. Zápas se tudíž hrál v místě konání MS, aby tam vítěz mohl zůstat na další zápasy (týmy v té době cestovaly lodí a cesta z Ameriky do Evropy trvala přibližně 15 dní).